# Matang Ara Aceh
Matang Ara Aceh is een bestuurslaag in het regentschap Aceh Tamiang van de provincie Atjeh, Indonesië. Matang Ara Aceh telt 408 inwoners (volkstelling 2010).